# Jack Conte
Jack Conte (født 12. juli 1984) er en amerikansk multi-instrumentalist, singer-songwriter og entreprenør. Han er de ene halvdel af bandet Pomplamoose, sammen med sin kone Nataly Dawn, og han er CEO og medgrundlægger af Patreon.
Conte har indspillet to EP'er; Sleep in Color og Nightmares and Daydreams, og han har udgivet dem sammen med opsamlingsalbum VideoSongs Volume I through the iTunes Store. Contess brug af Electro-Harmonix optageudstyr er blevet vist i adskillige videoer fra firmaet.

## Diskografi

### Studiealbum
| Titel               | Detaljer                                                                                  |
| ------------------- | ----------------------------------------------------------------------------------------- |
| VideoSongs Volume 2 | - Udgivet: August 15, 2008 - Pladeselskab: ShadowTree Music - Format: Digital download    |
| VideoSongs Volume 1 | - Udgivet: August 29, 2008 - Pladeselskab: ShadowTree Music - Format: Digital download    |
| VS4                 | - Udgivet: March 23, 2011 - Pladeselskab: ShadowTree Music - Format: CD, digital download |

### Opsamlingsalbum
| Titel          | Detaljer                                                                              |
| -------------- | ------------------------------------------------------------------------------------- |
| My Big Package | - Udgivet: March 15, 2012 - Pladeselskab: ShadowTree Music - Format: Digital download |

### EP'er
| Titel                    | Detaljer                                                                                      |
| ------------------------ | --------------------------------------------------------------------------------------------- |
| Nightmares and Daydreams | - Udgivet: May 21, 2007 - Pladeselskab: ShadowTree Music - Format: Digital download           |
| VideoSongs Volume 3      | - Udgivet: July 13, 2008 - ShadowTree Music - Format: Digital download                        |
| Sleep in Color           | - Udgivet: September 25, 2008 - Pladeselskab: ShadowTree Music - Format: CD, digital download |
| Conte                    | - Udgivet: May 2013 - Pladeselskab: ShadowTree Music - Format: Digital download               |

### Musikvideoer
- "Operation"
- "Yeah Yeah Yeah"